# Hulkling
 (janvier 2021).
Si vous disposez d'ouvrages ou d'articles de référence ou si vous connaissez des sites web de qualité traitant du thème abordé ici, merci de compléter l'article en donnant les références utiles à sa vérifiabilité et en les liant à la section « Notes et références ».
Hulkling (de son vrai nom Theodore « Teddy » Altman) est un personnage de fiction et un super-héros appartenant à l'univers de Marvel Comics, créé par Allan Heinberg et Jim Cheung dans Young Avengers #1 (2005). Il est membre des Young Avengers.

## Biographie fictive

### Origines
Pendant la guerre Kree-Skrull, le Super-Skrull a kidnappé le capitaine Marvel, Quicksilver et la sorcière Rouge et les a présentés à l'empereur Skrull. Alors qu'ils étaient emprisonnés, le capitaine Marvel et la fille de l'empereur, la princesse Anelle, ont eu une brève liaison et elle a conçu un enfant. Craignant pour sa sécurité, Anelle a renvoyé l'enfant avec sa nourrice immédiatement après sa naissance. La servante a emmené l'enfant sur Terre pour qu'il soit élevé par son père, mais après son arrivée sur Terre, elle a appris que le capitaine Marvel était mort. Mme Altman a décidé d'élever l'enfant comme le sien, s'est faite passer pour une mère célibataire travaillant dans l'immobilier et a nommé l'enfant Theodore "Teddy" Rufus Altman. Sur Terre, Teddy a pu changer de forme dès son plus jeune âge et a utilisé ses pouvoirs principalement dans le but de s'intégrer à ses camarades de classe du lycée, en particulier le président de classe et capitaine de l'équipe de basket-ball, Greg Norris.

### Young Avengers
Teddy était l'une des personnes répertoriées dans le programme Avengers Fail-Safe, compilé par Vision pour être utilisé pour former une nouvelle équipe de super-héros en cas de destruction ou de dissolution des Avengers. Iron Lad, une version plus jeune de Kang le Conquérant, a trouvé Teddy en utilisant le programme de sécurité de Vision et a demandé son aide pour empêcher son futur moi de le renvoyer dans le futur. Teddy a rejoint les Young Avengers et a adopté l'identité de super-héros de Hulkling. Il a commencé à sortir avec son coéquipier, Wiccan.

### Civil War
Pendant la guerre civile, le S.H.I.E.L.D. arrêté les Jeunes Vengeurs. Cependant, Falcon et Captain America ont intercepté le bus du SHIELD qui transportait les prisonniers, et Wiccan a téléporté l'équipe hors de la situation, dans la base des Secret Avengers.
Lorsque les Runaways ont tenté de rester en dehors du conflit, ils ont à peine réussi à échapper aux forces gouvernementales. En entendant parler de cette évolution dans l'actualité, les Young Avengers ont décidé d'aider les Runaways même si Captain America a opposé son veto au plan. Wiccan a utilisé sa magie pour localiser et se téléporter vers les Runaways. Cependant, les Runaways croyaient que les Young Avengers étaient venus les capturer et un combat s'ensuivit jusqu'à ce que Patriot réussisse à convaincre Nico Minoru d'arrêter les hostilités. Les deux équipes ont ensuite été attaquées par Marvel Boy, qui a capturé Wiccan, Karolina et Hulkling et a failli tuer Xavin. Les jeunes héros sont devenus les prisonniers du directeur, qui a procédé à la vivisection sur Teddy inconscient. Les garçons furent secourus par Xavin, dont la physiologie Skrull lui permit de se remettre de l'attaque de Noh-Varr. Billy a failli tuer le directeur, mais Teddy l'a arrêté.
Teddy a joué un rôle central dans le plan de Captain America pour la confrontation finale avec les forces d'Iron Man, se faisant passer pour Yellowjacket afin de libérer les héros emprisonnés de la Prison 42.

### Secret Invasion et Children's Crusade
Lorsque les Skrulls envahirent la Terre, Hulkling rejoignit les Young Avengers en première ligne de la bataille. Parce qu'il fait partie de la royauté Skrull, Hulkling a tenté de parler avec les dirigeants des Skrulls. Les Skrulls l'ont ignoré et l'ont rapidement éliminé. Plus tard, il fut la cible d'une exécution par la reine Skrull en raison de sa royauté. Avant qu'il puisse être exécuté, Xavin, un Runaway et un Skrull, est intervenu pour sauver la vie de Hulkling.
Hulkling, avec les autres Young Avengers, a aidé à sauver les morts d'Asgard pendant le siège de Norman Osborn. Ensemble, lui et Wiccan ont également combattu le Wrecking Crew.
Après que les pouvoirs de Wiccan aient été surchargés et que les Avengers aient décidé de le garder sous observation, Hulkling et les autres Young Avengers ont libéré Wiccan de leur emprise et ont commencé la recherche de la sorcière rouge. Accompagnée de Magneto et Quicksilver, l'équipe s'est rendue en Transie puis en Latvérie avant de découvrir une Wanda dépourvue de pouvoir et amnésique, fiancée au Docteur Doom. La redécouverte de Wanda n’est cependant pas passée inaperçue puisque les Avengers sont rapidement arrivés sur les lieux. Une bataille avec l'armée Doombot de Doom éclata bientôt et ne fut stoppée que par l'arrivée d'Iron Lad.
Iron Lad a téléporté les Young Avengers et Wanda dans le flux temporel. Ils sont tous allés dans le passé et ont rencontré Jack of Hearts réanimé, qui allait exploser. Après cela, Wanda s'est souvenue de qui elle était, a retrouvé ses pouvoirs et est revenue au présent avec les Young Avengers et Scott Lang. Elle a ensuite finalement confirmé que Billy et Tommy étaient bien ses fils réincarnés.

### Roi de l'espace
Après une pause, Teddy et Billy sont revenus aux super-hérosme à plein temps lorsqu'ils ont rejoint l'équipe des New Avengers de Roberto Da Costa. Après avoir sauvé Paris d'une épidémie appelée Life-Minus qui a englouti la majeure partie du pays et transformé les êtres vivants en entités à tête de cristal mortes-vivantes, Hulkling et ses coéquipiers se trouvaient sur l'île Avengers lorsqu'un groupe d'extraterrestres utilisant à la fois la technologie Kree et Skrull. l'a kidnappé, emmenant Wiccan avec lui par accident. Les extraterrestres, comme Hulkling, étaient des hybrides Kree/Skrull et se faisaient appeler les Chevaliers de l'Infini. Ils l'ont emmené à leur base, les Astéroïdes Interdits, afin qu'il puisse passer un test afin de voir s'il était vraiment l'élu, qui tirait l'épée Excelsior d'une pierre. Hulkling a réussi le test et les chevaliers se sont agenouillés devant lui.

## Pouvoirs
Force surhumaine : Hulkling est beaucoup plus fort qu'un humain moyen, et plus fort que la plupart des Krees en raison de son passé partiel de Skrull. Sa force maximale est inconnue, bien qu'il soit probable qu'il puisse soulever au moins 75 tonnes mais pas plus de 100 tonnes. .
Durabilité surhumaine : La peau de Hulkling peut devenir beaucoup plus dense et plus épaisse que celle de n'importe quel être humain normal, ce qui lui confère une très forte résistance à la douleur et aux blessures. Il est capable de résister à de grandes forces d'impact, telles que des chutes de grande hauteur, des matraques répétés d'êtres d'une force surhumaine, et de puissantes explosions d'énergie sans subir de blessures. Les balles de gros calibre et les armes blanches sont également incapables de percer sa peau.
Endurance surhumaine : En raison de son héritage partiel Kree et de ses pouvoirs de récupération, il est probable que Hulkling possède une plus grande endurance que n'importe quel humain ordinaire.
Changement de forme : Hulkling est un métamorphe doté de capacités remarquables. Bien qu'il se transforme le plus souvent en une version adolescente de Hulk, il est également connu pour incarner des super-héros bien connus tels que Human Torch, Mister Fantastic et Tony Stark. Dans le feu de l'action - ou du moment - il a fait preuve d'un style de métamorphose moins raffiné : faire pousser des griffes, étendre sa portée et faire pousser des ailes de manière protoplasmique.

## Homosexualité
Les lecteurs avaient remarqué qu'Hulkling avait une relation assez intime avec Wiccan, ce qu'Allan Heinberg a confirmé. Plus tard, dans Young Avengers Special, les deux personnages déclarèrent leur amour et leur homosexualité lors d'une interview avec la journaliste Kat Farrell. Les deux jeunes super-héros finissent d’ailleurs par se marier devant toute la communauté super-héroïque  .  